# Kuzinellus prunusus
Kuzinellus prunusus är en spindeldjursart som först beskrevs av van der Merwe 1968.  Kuzinellus prunusus ingår i släktet Kuzinellus och familjen Phytoseiidae. Inga underarter finns listade i Catalogue of Life.